# One Day in Your Life (album Michael Jackson)
One Day in Your Life è un album raccolta che contiene brani di Michael Jackson solista e dei Jackson 5. Fu pubblicato dalla Motown nel 1981. La raccolta contiene brani dell'Album Forever, Michael del 1975, 2 brani presenti nell'Album dei Jackson 5 Get It Together del 1973, e altri due brani già presenti nella raccolta di tracce archiviate dei Jackson 5 Joyful Jukebox Music del 1976.
La Motown dichiarò successivamente che l'album ebbe un incremento di vendite rapidissimo, generato dal recente successo di Off the Wall. La traccia che dà il titolo all'album diventò presto una hit mondiale.

## Tracce
1. Michael Jackson – One Day in Your Life – 4:15 (Armand/Brown) – dall'album Forever, Michael del 1975
2. The Jackson 5 – Don't Say Goodbye Again – 3:27 (Sawyer/Ware) – dall'album Get It Together del 1973
3. The Jackson 5 – You're My Best Friend, My Love – 3:25 (Brown/Yarian) – dalla raccolta di inediti Joyful Jukebox Music del 1976
4. Michael Jackson – Take Me Back – 3:24 (Edward Holland, Jr./Brian Holland) – dall'album Forever, Michael del 1975
5. Michael Jackson – We've Got Forever – 3:12 (Willensky) – dall'album Forever, Michael del 1975
6. The Jackson 5 – It's Too Late to Change the Time – 3:57 (Sawyer/Ware) – dall'album Get It Together del 1973
7. Michael Jackson – You Are There – 3:22 (Brown/Meitzenheimer/Yarian) – dall'album Forever, Michael del 1975
8. Michael Jackson – Dear Michael – 2:36 (Davis/Willensky) – dall'album Forever, Michael del 1975
9. Michael Jackson – I'll Come Home to You – 3:02 (Perren/Yarian) – dall'album Forever, Michael del 1975
10. The Jackson 5 – Make Tonight All Mine – 3:18 (Perren/Yarian) – dalla raccolta di inediti Joyful Jukebox Music del 1976

Durata totale: 33:58

## Classifica
| Classifica (1981) | Posizione raggiunta |
| ----------------- | ------------------- |
| Stati Uniti       | 144                 |
| Regno Unito       | 29                  |